# Ожерол
Ожерол (фр. Augerolles) насеље је и општина у централној Француској у региону Оверња, у департману Пиј де Дом која припада префектури Тјер.
По подацима из 2011. године у општини је живело 862 становника, а густина насељености је износила 26,11 становника/km². Општина се простире на површини од 33,01 km². Налази се на средњој надморској висини од 550 метара (максималној 995 m, а минималној 377 m).

## Демографија
| 1962. | 1968. | 1975. | 1982. | 1990. | 1999. | 2011. |
| ----- | ----- | ----- | ----- | ----- | ----- | ----- |
| 1.292 | 1.239 | 1.160 | 967   | 894   | 889   | 862   |

График промене броја становника у току последњих година